# Anni Glissmann
Anni Hildegard (Anja) Glissmann, geborene Jacoby, (* 29. August 1900 in Breslau; † 15. September 1959 in Villingen) war eine deutsche Kunstgewerblerin und Keramikerin.

## Leben und Wirken
Anni Glissmann war die Tochter des Großkaufmanns Eugen Israel, genannt Jacoby, und seiner Frau namens Jenny, geb. Introsinsky. Sie studierte ornamentale Kunst, Töpferei und Malerei an der Kunstgewerbeschule von Breslau sowie Aktzeichnen an der dortigen Kunstakademie. 1920 wechselte sie nach Hamburg und hörte bei Johann Michael Bossard und Paul Helms. 1924 heiratete sie den Bildhauer Hans Glissmann. Das Ehepaar hatte seinen Wohnsitz mit Werkstatt in Groß Borstel.
Glissmann entwickelte sich zu einer erfolgreichen Grafikerin und Keramikerin. Im Rahmen zahlreicher Aufträge ihres Ehemannes kreierte sie viele Elemente für Bauwerke, darunter Lampen, Fliesen, Kacheln und Schmuckfiguren. Außerdem erstellte sie Werbegrafiken, Plakate, Anzeigen für verschiedene Unternehmen, Kostüme für die Mensendieck-Schule und das Schillertheater. Begleitend hierzu unterrichtete sie Einzelschüler oder Gruppen in der Porträtmalerei.
Aufgrund ihrer dekorativ und ästhetisch hochwertigen Arbeiten hatte Glissmann viele Privatkunden, für die sie Ess-, Kaffe- und Teeservice gestaltete. Als Jüdin durfte sie nach dem Erlass der Nürnberger Gesetze ihren Beruf nicht fortführen und erhielt keine weiteren Aufträge. 1938 arbeitete sie als Inseratenzeichnerin für das Hamburger Modehaus Robinsohn, wo ihre dort lagernden Fotografien, Zeichnungen und Entwürfe während der Reichspogromnacht zerstört wurden.
1939 wanderte Glissmann nach Holland aus. Sie lebte danach in Edinburgh und 1940 in London, wohin ihr Mann ihr später folgte. Dort arbeitete sie als Federarbeiterin, Glasmalerin und nähte Lampenschirme. Gemeinsam mit ihrem Mann kam sie über das Existenzminimum nicht hinaus und konnte sich der angelsächsischen Kunstszene nicht anschließen.
2017 benannte der Hamburger Senat einen Weg in Groß Borstel nach Anni Glissmann.